# The Dagger of Amon Ra
The Dagger of Amon Ra (La daga de Amon Ra) es un videojuego de aventura gráfica publicado por Sierra On-Line en 1992 exclusivamente para PC, en una doble versión para MS-DOS y Windows 3.x. Es la segunda parte de la micro-saga Laura Bow, iniciada por The Colonel's Bequest en 1987. Bruce Balfour escribió la historia y programó el videojuego, mientras que Roberta Williams, creadora de la primera parte y del personaje de Laura Bow, sirvió como consultora creativa.

## Argumento
Es el año 1926. Han pasado unos años desde que Laura Bow resolviera el misterio de la mansión del coronel. Por fin se ha graduado de la carrera, y ya es periodista. Laura se ha trasladado a vivir a Nueva York donde ha conseguido trabajo en un prestigioso periódico. Allí, su primera tarea será escribir un artículo acerca de un acto benéfico en un museo para celebrar la inauguración de una nueva exposición sobre Egipto.
Durante la fiesta, sin embargo, ocurre un asesinato, y tanto ella como todos los asistentes quedan encerrados en el museo. Uno por uno, los asistentes van siendo asesinados. Una vez más, será tarea de Laura investigar y encontrar al asesino antes de que ella misma sea la víctima.

## Sistema técnico
The dagger of Amon Ra se basa en el parser SCI1.1. Por tanto, a diferencia de Colonel's Bequest, que estaba basado en SCI0, Amon Ra utiliza una interfaz de iconos como la utilizada por la mayoría de títulos de Sierra que usaban esta versión del parser. A pesar de que el manejo se realiza en point-and-click, el jugador deberá fijarse más que nunca en todo lo que le rodea, recabar pistas, y fijarse hasta el mínimo detalle, pues el descubrimiento de la identidad del asesino dependerá de una serie de preguntas que se le formularán a Laura al final del juego acerca de las pistas recopiladas y que deberá contestar el jugador, que de no ser contestadas correctamente no nos permitirán ver el verdadero final de la historia. El juego, como muchos de Sierra en la época, salió en dos versiones, una en disquetes y otra en CD-ROM. Esta última aportaba el doblaje de voz de los personajes. 
Como curiosidad, el diseño del personaje de Laura Bow está basado en la recepcionista de las oficinas de Sierra On-Line en la época, Lisa Crabtree. Esta mujer posó para el diseño de la portada de Amon Ra, y durante mucho tiempo los visitantes al edificio de Sierra, al verla tenían la natural sensación de haber visto a esa mujer en alguna parte.